# A Wise Old Elephant

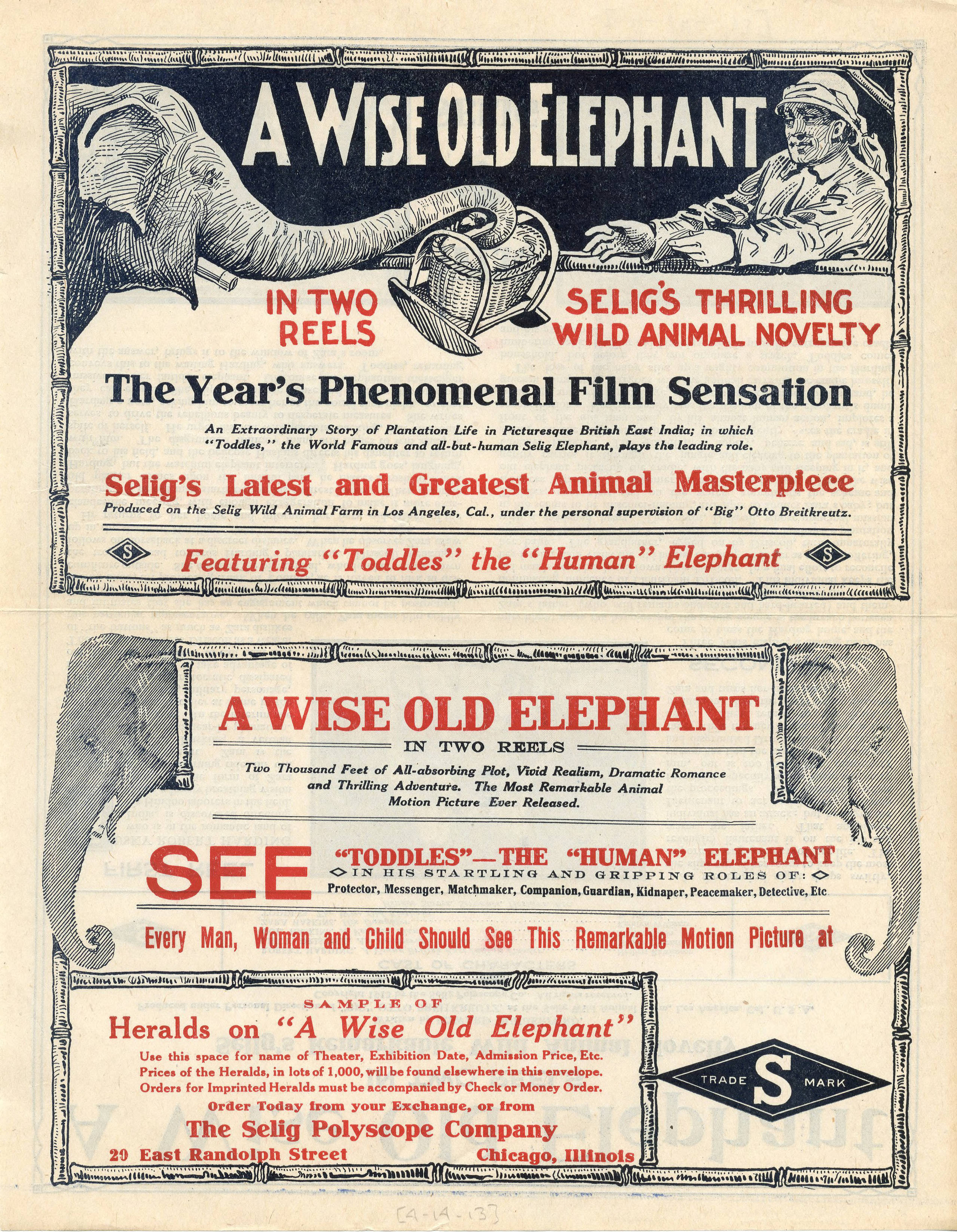
Publicité pour le film (1913)

Pour plus de détails, voir Fiche technique et Distribution.
A Wise Old Elephant est un film muet américain réalisé par Colin Campbell et sorti en 1913.

## Synopsis
Zara est la fille unique du Colonel Haskins. Elle a comme ami Toodles, un éléphant qu'elle monte pour visiter leur plantation. Lors d'une de ses promenades, Zara tombe amoureuse de Robert Harding, un jeune homme anglais possédant la plantation de thé voisine. Mais leur amour n'est pas du goût du père de Zara qui préférerait la marier au lieutenant Driscoll. Zara et Robert finissent par s'enfuir et se marier. Plusieurs années plus tard, Zara, apprenant que son père est malade, tente une réconciliation. Son père refuse mais Toodles, lui apportant le landau, vient à bout de sa dureté.

## Fiche technique
- Réalisation : Colin Campbell
- Scénario : J. Edward Hungerford
- Producteur : William Nicholas Selig
- Production : Selig Polyscope Company
- Société de distribution : General Film Company
- Date de sortie : 
  - États-Unis : 14 avril 1913

## Distribution
- Hobart Bosworth : Robert Harding
- Herbert Rawlinson : Lieut. Driscoll
- Al W. Filson : Colonel Haskins
- Kathlyn Williams : Zara Haskins
- Toodles : Toodles, l'éléphant